# 岩村藩
岩村藩（いわむらはん）は、美濃国（現在の岐阜県）恵那郡の岩村城を拠点として美濃国と駿河国の一部を支配した藩。

## 藩史

### 大給松平氏（宗家）
徳川氏譜代の大給松平氏の松平家乗が、関ヶ原の戦い後の慶長6年（1601年）1月に、上野那波藩より岩村へ入り2万石の初代藩主となった（1万石加増され恵那郡・土岐郡のうち2万石拝領）。慶長19年（1614年）2月に家乗は死去し、子の松平乗寿が藩主を継いだが、大坂の陣で戦功を挙げたことを賞され、寛永15年（1638年）4月25日に遠州浜松藩へ移封され、1万6千石を加増、3万6千石を領した。

### 一色丹羽氏
この丹羽氏（一色丹羽氏）は、信長に仕えてその四天王（織田四天王）にまでなった丹羽長秀と血縁関係の無い別の一族である。源義家の12代子孫の氏明が、尾張国丹羽郡の丹羽荘に住んで丹羽氏を称した。その9代子孫の丹羽氏勝が織田信長に仕えた。その長男丹羽氏次は尾張国の岩崎城を本拠地として織田信雄の家臣時代を経て、最終的には徳川家康に仕えて慶長5年（1600年）の関ヶ原の戦いでは東軍に属し戦功を挙げる。功が認められ、氏次は三河国伊保藩1万石の第3代藩主となったが、寛永15年（1638年）には伊保藩は廃藩となり、岩村藩へ2万石で入った。第4代藩主の丹羽氏定は正保3年（1646年）11月11日、弟の丹羽氏春に1千石を分与したため、1万9千石となる。しかし第7代藩主・丹羽氏音の時代に藩財政の困窮を救うため、新進の山村瀬兵衛を側用人として抜擢し、数年にして財政改革を成し遂げた。しかし旧来からの家臣たちから憎まれて騒然としてきたので、氏音は山村に身を退くように勧めたが、山村が幕府に内情を訴えたために丹羽家騒動となり、幕府からそれを咎められて、浅井新右衛門・田湖平蔵・西尾治太夫・須賀金左衛門は斬首、妻木郷左衛門は遠島とされ、その他25人は追放処分となった。氏音は政令疎怠の理由で1万石に減らされて元禄15年（1702年）6月22日、越後高柳藩へ移封され、さらに氏音の養子・丹羽薫氏は延享3年（1746年）に播磨国三草藩に転封されて明治維新まで続いた。明治維新後は華族令により子爵となった。

### 大給松平氏（乗政流）
元禄15年（1702年）9月7日、信濃小諸藩より松平乗寿の孫・松平乗紀が'第8代藩主として入り、2万石を領した。歴代藩主の多くが奏者番・寺社奉行など幕府の要職を歴任し、そのため第9代藩主・松平乗賢時代の享保20年（1735年）5月23日に1万石を加増され3万石となったが、そのうちの5,276石が駿河国の15か村（現在の藤枝市、焼津市、島田市、静岡市の一部）で、横内村に横内陣屋を設置し代官を派遣した。また岩村藩主が大坂城代に就任した期間は摂津国、和泉国、美作国で計1万石を給付された。
なお、大給松平家は学問を奨励し、松平乗紀は藩校文武所（のちに知新館）を創設した。松平乗薀の三男・松平乗衡は大学頭である林信敬の養子となり、後に林家を継いで林述斎（林衡）となる。
岩村藩の天保の藩政改革は、松平乗保の代の文政6年(1823年)に既に始まっていたと言える。
安政5年（1858年）、箱館奉行所の要請により足立岩次らを蝦夷地へ派遣。近代北海道初の陶磁器生産である箱館焼の生産を開始するが、数年で失敗した。

## 歴代藩主

### 大給松平氏（宗家）
2万石（譜代）
1. 松平家乗
2. 松平乗寿

### 丹羽氏
2万石→1万9千石（譜代）
1. 丹羽氏信
2. 丹羽氏定
3. 丹羽氏純
4. 丹羽氏明
5. 丹羽氏音

### 大給松平氏（乗政流）
2万石→3万石（譜代）
1. 松平乗紀
2. 松平乗賢
3. 松平乗薀
4. 松平乗保
5. 松平乗美
6. 松平乗喬
7. 松平乗命

## 藩主の菩提寺

### 大給松平宗家の菩提寺
岩村藩初代藩主の松平家乗は慶長6年（1601年）に菩提寺として久翁山龍巌寺を建立し、また天正18年（1590年）に上州那波に父祖のために建立した久昌山盛厳寺を岩村に移した。慶長19年（1614年）2月に家乗は死去し、子の松平乗寿が藩主を継いだが、大坂の陣で戦功を挙げたことを賞され、寛永15年（1638年）4月25日に遠州浜松藩へ加増されて移封となったため、移封の際に龍厳寺は廃されたが、盛巌寺は岩村の町人・松田自休によって復興され、現在に至っている。大給松平宗家は、館林藩、唐津藩、鳥羽藩、亀山藩、淀藩、佐倉藩、山形藩と転封し、最後に三河の西尾藩で明治に至り廃藩となった。そのため愛知県西尾市にも大給松平宗家の菩提寺としての盛厳寺がある。

### 一色丹羽家の菩提寺
一色丹羽氏が菩提寺としていた曹洞宗の大椿山妙仙寺は、現在、愛知県日進市岩崎町と兵庫県加東市山国の両方に存在する。一色丹羽氏が、岩村藩主となると大給松平氏の建てた龍厳寺の跡地に妙仙寺が造られた。末寺として清楽寺、天長寺、禅林寺がある。元禄15年（1702年）丹羽氏が岩村藩から越後の高柳藩に移封となると妙仙寺も岩村を離れ、さらに播磨の三草藩に移封となると、現在の兵庫県加東市に移された。そのため岩村藩主であった丹羽氏信・氏定・氏純・氏明の墓は、岐阜県恵那市岩村町の妙仙寺（乗政寺）跡にある大名墓地に残されている。

### 乗政流大給松平家の菩提寺
丹羽氏が移封後の元禄15年（1702年）9月7日、信濃小諸藩より松平乗寿の孫・松平乗紀が岩村藩に2万石で入った。その際に丹羽氏の菩提寺の妙仙寺の建物を受け取り、小諸城内にあった菩提寺の浄土宗の松石山乗政寺を、仏像や位牌と共に岩村へ移した。乗政流大給松平家は藩主の墓を岩村には建てず、全て江戸上野の春性院に建てたが、乗政寺の墓地に松平乗薀の長男で松平乗国の「玄達院殿踏雲幻光大童子 明和九年」という供養塔、松平乗保の長男で松平乗友の「大成院仁雄智道大居士 享和元年」という供養塔が建てられた。明治4年（1871年）の廃藩置県により、岩村藩は廃藩となった際に、乗政寺も廃されて、寺宝など一切は、近くの隆崇院に移された。

## 幕末の領地

### 岩村藩成立時からの領地
【美濃国東部】
- 恵那郡のうち　23ケ村　14,744石7斗7升2合

岩村 (826石6斗6升9合9勺8才3撮)、上飯羽間村・中飯羽間村・下飯羽間村・根上村 (1293石8斗0升0合0勺4才9撮)、富田村 (1613石0斗0升0合0勺0才0撮)、馬場山田村(1271石3斗2升9合9勺5才6撮)、阿木村 (1589石6斗4升0合0勺1才5撮)、飯沼村 (459石8斗8升0合0勺0才5撮)、東野村 (1230石3斗9升0合0勺1才5撮)、永田村 (257石8斗9升0合0勺1才5撮)、中野村 (531石4斗0升5合0勺2才9撮)、上村 (649石5斗5升4合0勺1才6撮)、漆原村 (114石0斗4升0合0勺0才1撮)、下村 (226石9斗4升0合0勺0才2撮)、小田子村 (121石2斗0升7合0勺0才1撮)、串原村 (1028石0斗2升6合0勺0才1撮)、澤中村 (17石2斗6升0合0勺0才0撮)、久須見村 (1057石0斗6升0合0勺5才9撮)、藤村 (962石5斗4升9合9勺8才8撮)、竹折村 (304石5斗0升0合0勺0才0撮)、野井村 (492石9斗7升0合0勺0才1撮)、佐々良木村 (641石9斗4升0合00才2撮)、椋実村 (52石7斗2升0合00才1撮)　
- 土岐郡のうち　10ケ村　5,268石6斗5升1合

柿野村 (479石1斗4升0合0勺1才5撮)、細野村 (362石4斗8升0合0勺1才1撮)、駄知村 (331石9斗8升0合0勺1才1撮)、神箆村 (1943石6斗3升0合0勺0才5撮)、猿子村 (87石1斗9升9合9勺9才7撮)、山野内村 (339石0斗3升9合0勺0才1撮)、肥田村 (621石5斗3升1合勺98才2撮)、浅野村 (287石1斗4升9合9勺9才4撮)、定林寺村 (335石2斗9升9合9勺8才8撮)、河合村 (481石2斗0升0合0勺12撮)

### 享保20年（1735年）5月23日に加増された領地
【美濃国中部・西部】4,623石5斗3升6合
美濃中部・西部の19村については、現在の岐阜県大垣市北方に南方陣屋を置き西美濃代官が支配した。既に本巣郡に旗本戸田氏の北方陣屋が存在したため、区別するために南方陣屋と称した。
- 安八郡のうち　1ケ村

北方村 (800石0斗0升0合0勺0才0撮) 
- 武儀郡のうち　5ケ村

上白金村 (370石0斗0升0合0勺0才0撮)、下白金村 (130石0斗0升0合0勺0才0撮)、跡部村 (61石2斗7升0合0勺0才0撮)、笹賀村 (188石6斗9升9合0勺0才5撮)、田栗村 (174石6斗0升6合0勺0才3撮) 
- 山県郡のうち　7ケ村

上願村 (171石5斗2升4合0勺0才2撮)、藤倉村 (141石1斗6升5合2勺8才3撮)、畑野富永村 (268石0斗2升3合9勺8才7撮)、谷合村 (361石2斗6升5合9勺9才1撮)、青波村 (143石6斗8升6合9勺9才6撮)、片狩村 (34石8斗6升8合9勺9才9撮)、日原村 (11石5斗9升5合0勺0才0撮) 
- 大野郡のうち　6ケ村

名礼村 (737石9斗6升6合0勺0才3撮)、神原村 (66石3斗8升9合9勺9才9撮)、松山村 (498石1斗3升9合0勺0才8撮)、瀬古村 (185石0斗7升0合9勺9才9撮)、麻生村 (211石9斗1升4合9勺9才3撮)、浅木村 (167石3斗5升0合0勺0才6撮)
【駿河国】5,274石2斗4升3合
駿河国内の15村については横内陣屋(現在の静岡県藤枝市横内字堂ノ前)にて横内代官が支配した。明治維新後に静岡藩に編入された。
- 志太郡のうち 8ケ村

横内村 (477石5斗0升9合0勺0才3撮)、宮島村 (81石7斗8升2合9勺9才7撮)、落合村 (360石4斗4升9合0勺0才5撮)、大草村 (373石7斗8升5合0勺0才4撮)、前島村 (1022石4斗6升3合9勺8才9撮)、稲葉堀ノ内村 (438石5斗3升7合9勺9才4撮)、助宗村 (272石6斗2升2合9勺8才6撮)、村良村 (284石8斗4升8合9勺9才9撮)
- 有渡郡のうち 5ケ村

広野村 (291石7斗7升9合9勺9才9撮)、鎌田村 (514石1斗9升0合3勺6才9撮)、北脇村 (161石5斗5升2合0勺0才2撮)、北脇新田 (121石6斗3升9合9勺9才9撮)、石部村 (109石1斗9升9合997撮) 
- 益津郡のうち 2ケ村

吉津村 (36石6斗8升3合3勺6才1撮)、下当門村 (727石1斗9升7合0勺2才1撮)

### 大坂城代に就任期間中の給付地
【摂津国】
- 住吉郡のうち 3ケ村 - 遠里小野村、杉本村、大豆塚村

【和泉国】
- 日根郡のうち 4ケ村 - 新村、波有手村、下出村、黒田村

【美作国】
- 勝南郡のうち 15ケ村 - 書副村、城田村、今井村、中原村、長内村、堂尾村、則平村、下香山村、黒土村、墨坂村、勝間田村、新田村、鳥淵村、福田村、西吉田村

### 廃藩置県後に岩村県に加えられた領地
土岐郡のうち14村（旧幕府領9村、旗本領6村）なお、相給が存在するため、村数の合計は一致しない。
- 元・幕府領笠松陣屋知行所

高山村 (198石3斗5升8合9勺9才4撮)、大富村 (878石0斗3升9合9勺7才8撮)、久尻村 (675石9斗7升4合9勺7才6撮)、土岐口村 (869石0斗0升8合9勺7才2撮)、小田村 (572石1斗5升8合9勺9才7撮)、山田村 (425石5斗8升9合9勺9才6撮)、須之宮村 (171石6斗2升1合0勺0才2撮)、寺河戸村 (579石6斗0升9合9勺8才5撮)、下石村 (827石1斗6升9合9勺8才3撮)
- 元・旗本明知遠山氏知行所

山田村 (103石1斗2升0合0勺0才3撮)、羽広村 (55石3斗2升0合0勺0才0撮)、曾木村 (364石8斗0升9合9勺9才8撮)
- 元・旗本釜戸馬場氏知行所

釜戸村 (1032石4斗6升8合9勺9才4撮)
- 元・旗本下郷妻木氏知行所

妻木村 (830石5斗8升9合2勺9才4撮)
- 元・旗本上郷妻木氏知行所

妻木村 (506石5斗4升0合0勺0才9撮)
- 妻木八幡神社領

妻木村 (99石8斗6升0合0勺0才1撮)
- 崇禅寺領

妻木村 (99石0斗3升9合9勺0才2撮)

## 江戸屋敷
- 上屋敷：東京都千代田区丸の内2-7-1 - 現在は三菱UFJ銀行本店がある。
- 中屋敷：東京都中央区日本橋浜町1丁目
- 下屋敷：深川（東京都江東区）・元文3年（1738年）拝領

## 参勤交代
丹羽氏の頃は、岩村城から富田村、阿木村、東野村を経て茄子川村から中山道に入って江戸へ行くのが主流であったが、乗政流大給松平の頃は、岩村城から飯羽間の根上から上平を通って夕立山を越え、佐々良木村、竹折村、土岐郡の駄知村、曽木村、柿野村から三国山を越えて三河の挙母に出て岡崎宿から、東海道で江戸へ向かった。
この道筋は遠回りではあるが、美濃国内は全て岩村藩領を通るため、他領を通る場合の面倒な手続きが回避できたのである。岩村藩では、この道筋を大名街道と呼んでいた。また、中山道ではなく東海道を通行した理由は、享保20年（1735年）に1万石の加増を受けて3万石となった際に、そのうちの5,276石が駿河国の15か村で、そこを支配するための岩村藩の横内陣屋が東海道沿いにあり、立ち寄る目的もあった。

## 廻米
岩村藩は廻米を江戸へ送る際には、大名街道を通って、三河の越戸（愛知県豊田市越戸町）から矢作川を舟に載せて、三河湾から海路で江戸へ送った。

## 年貢米
木曽川沿いの新村湊（可児郡御嵩町上恵土）まで陸路で運び、木曽川の水運で伊勢国の桑名宿へ送った。

## 藩札
江戸幕府は享保15年（1730年）に各藩に対し、年限を期して藩札の発行を許可した。岩村藩は金札2朱・1朱、銭札1貫文・100文などを発行した。

## 大政奉還後
慶応3年10月14日（1867年11月9日）の将軍徳川慶喜による大政奉還により、朝廷はまず10万石以上の諸侯を京都へ召し、21日には1万石以上の大名にも上洛すべき旨を達した。岩村藩主松平乗命は江戸在府中で11月には陸軍奉行に任じられ、また江戸家老の澤井市郎兵衛は佐幕党の幹部であったため「主家は徳川家の譜代、藩祖以来の縁故を顧みれば、徳川家と存亡を共にする外情義他にみるべきなし」と持論を主張し動かなかった。一方、国許では朝命に従い藩主は上洛すべきであると意見する者も少なくなく、藩論が二分する事態となった。岩村藩の文学者原田文嶺らは勤王の事に従おうとしたが、藩命によってより蟄居を申し付けられ、ついで平尾鍒蔵（下田歌子の実父）も勤王の説を述べて幽閉された。11月21日、岩村藩は謹慎中であった岩松傳藏を京都へ向かわせ、情勢を視察させた。12月20日の岩松の帰藩後、乗政寺にて開かれた藩臣会議において藩論は勤王に定まり、藩主の上洛を促すべく国家老らが江戸へ急行。佐幕党の幹部であった澤井市郎兵衛とその息子は、藩主の上洛を抑止した理由で蟄居を命じられ岩村へ送致されたが、その途中の小田原で脱走、脱走士に加わり各地で戦った。慶応4年/明治元年1月21日（1868年）、官軍（東征軍）は江戸へ向かい京都を出発。1月27日に官軍（東山道鎮撫総督）は、沿道の諸藩に朝廷へ従うように布告。岩村藩は、丹羽瀬市左衛門が藩主が徳川慶喜に仕えていたことを陳謝し、免罪を請うた。2月26日に藩主松平乗命は願い出て陸軍奉行を免ぜられ、翌月に帰藩、謹慎して処分を俟った。それより前の2月19日に岩村藩は官軍の先導を命じられ、3月半ばには旧幕臣の反抗に対処するため飯田・岩村田の藩兵とともに庚申塚（巣鴨）に駐屯。4月末には薩摩・飯田・忍藩兵とともに北上して忍城に迫る反乱分子を鎮めたのち、苗木・尾張藩と共に信州防衛の命を受け、岩村・苗木藩は中山道を松本を経て善光寺に到り、守備に就いた。その後甲府守備に転じ、7月から11月まで江戸城及び周辺の警備にあたった。一方、松平乗命は8月6日に上洛のため出発し、8月15日に京都へ到着。8月20日に京都御所へ参内し、忠誠を誓い奉った。それにより京都鞍馬口の警衛を仰せつけられ、部署に付いて奉仕した。

## 版籍奉還と廃藩置県
明治元年（1868年）松平乗命は、官軍に帰順し兵を出して征東の師に従った。
明治2年（1869年）6月17日、乗命は版籍奉還し、6月20日に岩村藩知事に任じられた。7月16日に土岐郡にて土民が蜂起し騒擾すると、岩村藩兵を出して鎮定に従った。8月10日には駿河国内の岩村藩領5,270石の代替地を土岐郡内に賜り、12月に領収した。
明治3年（1870年）10月14日、藩政の改革があり、家禄・官禄を定めた。
- 家禄
  - 知事：1,327石、士族：16石、卒族：8石
- 官禄
  - 知事：200石、大参事：772石、権大参事：64石、小参事：32石、大属：24石、権大属：14石、少属：10石、権少属：4石、史生・庁掌：2石8斗

11月1日、藩政改革の報告を弁官に通達した。
- 大参事：味岡正秋
- 権大参事：岩松慤、松田道夫
- 少参事：千野光博、中村中、山梨健蔵、藤野敬介
- 医師：松田良澤
- 大属：8名
- 権大属：8名
- 少属：7名
- 権少属：14名
- 史生：5名
- 庁掌：3名
- 兵隊：士分61名、卒76名
- 諸芸世話人：18名
- 学芸武術修行中：16名、うち家附13名
- 使部卒：41名、うち内家々丁卒6名
- 幼年者を含む非役士分：32名
- 卒：98名

明治4年（1871年）4月6日より、知事の松平乗命は、藩内の巡村を行い民治の状況を視察した。
明治4年（1871年）7月14日の廃藩置県により、岩村藩は岩村県となったが、同年11月20日、府県統合により岐阜県に編入されて消滅した。

## 著名な藩士
- 佐藤一斎
- 林述斎
- 早矢仕有的
- 橋本祐三郎